# Uose valdostane
Le uose valdostane sono delle ghette, costruite con tela grossa e robusta, e con un allaccio laterale, che venivano, e sono ancora oggi, utilizzate dal corpo degli Alpini, insieme alle racchette da neve e agli sci, per consentire gli spostamenti su terreni innevati. La loro funzione consiste, analogamente alle ghette, nell'evitare che entri la neve nello scarpone durante la marcia.